# Pakasit Saensook
Pakasit Saensook (thailändisch ปกาศิต แสนสุข, * 26. Oktober 1984 in Bangkok) ist ein ehemaliger thailändischer Fußballspieler.

## Karriere
Pakasit Saensook stand von 2006 bis 2008 bei Chula United unter Vertrag. Der Verein aus der thailändischen Hauptstadt Bangkok spielte in der dritten Liga, der damaligen Regional League Division 2. Ende 2006 wurde er mit dem Klub Meister und stieg in die zweite Liga auf. Ein Jahr später wurde er mit Chula Vizemeister der Thai Premier League Division 1 und stieg somit in die erste Liga auf. 2009 wechselte er zum Erstligaaufsteiger Muangthong United. Mit dem Verein aus Pak Kret, einem nördlichen Vorort der Hauptstadt Bangkok, wurde er 2009 und 2010 thailändischer Fußballmeister. Nach der Hinserie 2011 wechselte er zur Rückserie zum ebenfalls in der ersten Liga spielenden Army United. Hier unterschrieb er einen Zweijahresvertrag. Nach Vertragsende verpflichtete ihn Anfang 2013 der Erstligaaufsteiger Bangkok United. Für Bangkok United absolvierte er 41 Erstligaspiele. Port FC, ein Erstligist aus Bangkok, nahm ihn Anfang 2015 unter Vertrag. Am Ende der Saison musste er mit dem Verein in die zweite Liga absteigen. 2016 wurde er mit Port Tabellendritter der zweiten Liga und stieg sofort wieder in die erste Liga auf. Nach 29 Erstligaspielen für Port beendete er Anfang 2018 seine Karriere als Fußballspieler.

## Erfolge
Chula United
- Regional League Division 2: 2006  ▲
- Thailändischer Zweitligameister: 2007  ▲

Muangthong United
- Thailändischer Meister: 2009, 2010
- Kor-Royal-Cup-Sieger: 2010
- Thailändischer Pokalfinalist: 2010

## Sonstiges
Pakasit Saensook ist der Bruder von Pavarit Saensook.